# Nuoto ai Giochi della XXIX Olimpiade - 200 metri farfalla maschili

## Record
Prima di questa competizione, il record del mondo (WR) e il record olimpico (OR) erano i seguenti.
|  | 1'52"09 | Michael Phelps Stati Uniti | 28 marzo 2007 Melbourne, Australia |
|  | 1'54"04 | Michael Phelps Stati Uniti | 17 agosto 2004 Atene, Grecia       |

Durante l'evento sono stati migliorati i seguenti record:
| Data      | Evento        | Atleta         | Nazione     | Tempo   | Record |
| --------- | ------------- | -------------- | ----------- | ------- | ------ |
| 11 agosto | 6ª batteria   | Michael Phelps | Stati Uniti | 1'53"70 |        |
| 12 agosto | 2° semifinale | Michael Phelps | Stati Uniti | 1'53"70 | =      |
| 13 agosto | Finale        | Michael Phelps | Stati Uniti | 1'52"03 |        |

## Batterie
Si sono svolte 6 batterie di qualificazione. I primi 16 atleti si sono qualificati per le semifinali.
| #  | Batteria | Corsia | Atleta                      | Nazionalità   | Tempo   | Note  |
| -- | -------- | ------ | --------------------------- | ------------- | ------- | ----- |
| 1  | 6        | 4      | Michael Phelps              | Stati Uniti   | 1:53.70 | Q, OR |
| 2  | 4        | 2      | László Cseh                 | Ungheria      | 1:54.48 | Q     |
| 3  | 6        | 3      | Kaio Almeida                | Brasile       | 1:54.65 | Q     |
| 4  | 6        | 6      | Takeshi Matsuda             | Giappone      | 1:55.06 | Q     |
| 5  | 4        | 4      | Paweł Korzeniowski          | Polonia       | 1:55.21 | Q     |
| 6  | 6        | 5      | Nikolay Skvortsov           | Russia        | 1:55.33 | Q, OC |
| 7  | 5        | 5      | Peng Wu                     | Cina          | 1:55.39 | Q     |
| 8  | 5        | 4      | Gil Stovall                 | Stati Uniti   | 1:55.42 | Q     |
| 9  | 5        | 7      | Michael Rock                | Regno Unito   | 1:55.55 | Q     |
| 10 | 4        | 5      | Moss Burmester              | Nuova Zelanda | 1:55.80 | Q     |
| 11 | 5        | 3      | Ryuichi Shibata             | Giappone      | 1:55.82 | Q     |
| 12 | 4        | 6      | Dinko Jukić                 | Austria       | 1:55.96 | Q     |
| 13 | 4        | 1      | Ștefan Gherghel             | Romania       | 1:56.09 | Q     |
| 14 | 6        | 1      | Sergii Advena               | Ucraina       | 1:56.24 | Q     |
| 15 | 5        | 6      | Yin Chen                    | Cina          | 1:56.55 | Q     |
| 16 | 3        | 2      | Chi-Chieh Hsu               | Taipei cinese | 1:56.59 | Q     |
| 17 | 5        | 2      | Christophe Lebon            | Francia       | 1:56.63 |       |
| 18 | 6        | 2      | Travis Nederpelt            | Australia     | 1:56.64 |       |
| 19 | 6        | 7      | Mathieu Fonteyn             | Belgio        | 1:56.65 |       |
| 20 | 4        | 7      | Niccolò Beni                | Italia        | 1:56.99 |       |
| 21 | 4        | 3      | Denys Sylantiev             | Ucraina       | 1:57.02 |       |
| 22 | 5        | 1      | Tamas Kerekjarto            | Ungheria      | 1:57.29 |       |
| 23 | 6        | 8      | Juan José Veloz             | Messico       | 1:57.32 |       |
| 24 | 3        | 6      | Pedro Oliveira              | Portogallo    | 1:57.41 |       |
| 25 | 4        | 8      | Adam Sioui                  | Canada        | 1:57.45 |       |
| 26 | 3        | 5      | Simon Sjödin                | Svezia        | 1:57.75 |       |
| 27 | 5        | 8      | Iasonas Romanos Alyfantis   | Grecia        | 1:57.99 |       |
| 28 | 3        | 8      | Alon Mandel                 | Israele       | 1:59.27 | NR    |
| 29 | 2        | 5      | James Walsh                 | Filippine     | 1:59.39 | NR    |
| 30 | 3        | 3      | Omar Pinzón                 | Colombia      | 1:59.47 |       |
| 31 | 1        | 3      | Niksa Roki                  | Croazia       | 1:59.58 |       |
| 32 | 2        | 1      | Javier Núñez                | Spagna        | 2:00.24 |       |
| 33 | 2        | 7      | José Andreas González       | Argentina     | 2:00.36 |       |
| 34 | 2        | 6      | Jeongnam Yu                 | Corea del Sud | 2:01.00 |       |
| 35 | 3        | 4      | Jeremy Knowles              | Bahamas       | 2:01.08 |       |
| 36 | 2        | 8      | Alexis Márquez Rivas        | Venezuela     | 2:01.25 |       |
| 37 | 3        | 7      | Daniel Bego                 | Malaysia      | 2:01.28 |       |
| 38 | 2        | 3      | Douglas Lennox-Silva        | Porto Rico    | 2:01.69 |       |
| 39 | 3        | 1      | Georgi Palazov              | Bulgaria      | 2:01.84 |       |
| 40 | 1        | 5      | Rehan Jehangir Poncha       | India         | 2:01.89 |       |
| 41 | 1        | 4      | Emmanuel Crescimbeni        | Perù          | 2:02.13 |       |
| 42 | 1        | 6      | Javier Hernanadez Maradiaga | Honduras      | 2:02.23 |       |
| 43 | 2        | 4      | Vladan Markovic             | Serbia        | 2:03.12 |       |
| 44 | 2        | 2      | Donny Budiarto Utomo        | Indonesia     | 2:03.44 |       |

### Semifinali
| #  | Batteria | Corsia | Atleta             | Nazionalità   | Tempo   | Note   |
| -- | -------- | ------ | ------------------ | ------------- | ------- | ------ |
| 1  | 2        | 4      | Michael Phelps     | Stati Uniti   | 1:53.70 | Q, =OR |
| 2  | 1        | 5      | Takeshi Matsuda    | Giappone      | 1:54.02 | Q      |
| 3  | 1        | 3      | Nikolay Skvortsov  | Russia        | 1:54.31 | Q      |
| 3  | 1        | 4      | László Cseh        | Ungheria      | 1:54.35 | Q      |
| 5  | 2        | 6      | Peng Wu            | Cina          | 1:54.93 | Q      |
| 6  | 2        | 5      | Kaio de Almeida    | Brasile       | 1:55.21 | Q      |
| 7  | 1        | 2      | Moss Burmester     | Nuova Zelanda | 1:55.26 | Q      |
| 8  | 2        | 3      | Paweł Korzeniowski | Polonia       | 1:55.35 | Q      |
| 9  | 1        | 6      | Gil Stovall        | Stati Uniti   | 1:55.36 |        |
| 10 | 1        | 7      | Dinko Jukić        | Austria       | 1:55.65 |        |
| 11 | 2        | 8      | Yin Chen           | Cina          | 1:55.88 |        |
| 12 | 2        | 2      | Michael Rock       | Regno Unito   | 1:55.90 |        |
| 13 | 2        | 7      | Ryuichi Shibata    | Giappone      | 1:56.17 |        |
| 14 | 2        | 1      | Ștefan Gherghel    | Romania       | 1:56.57 |        |
| 15 | 1        | 1      | Sergii Advena      | Ucraina       | 1:56.64 |        |
| 16 | 1        | 8      | Chi-Chieh Hsu      | Taipei cinese | 1:57.48 |        |

## Finale
| Posizione | Atleta             | Paese         | Tempo   | Note |
| --------- | ------------------ | ------------- | ------- | ---- |
|           | Michael Phelps     | Stati Uniti   | 1:52.03 | WR   |
|           | László Cseh        | Ungheria      | 1:52.70 | ER   |
|           | Takeshi Matsuda    | Giappone      | 1:52.97 | AS   |
| 4         | Moss Burmester     | Nuova Zelanda | 1:54.35 |      |
| 5         | Peng Wu            | Cina          | 1:54.35 |      |
| 6         | Paweł Korzeniowski | Polonia       | 1:54.60 |      |
| 7         | Kaio de Almeida    | Brasile       | 1:54.71 |      |
| 8         | Nikolay Skvortsov  | Russia        | 1:55.14 |      |